# (523) Ada
(523) Ada ist ein Asteroid des Hauptgürtels, der am 27. Januar 1904 vom US-amerikanischen Astronomen Raymond Smith Dugan in Heidelberg entdeckt wurde.
Der Asteroid ist nach Ada Helme benannt, einer Freundin des Entdeckers.